# 羅伯特·巴拉尼
羅伯特·巴拉尼（Róbert Bárány，1876年4月22日—1936年4月8日）是一位奧地利出生的匈牙利裔猶太人，也是一位生理學家。因為對於內耳前庭的生理學與病理學研究，而獲得1914年度的諾貝爾生理學或醫學獎（1915年頒發）。